# Gerbillus watersi
Espèce
Synonymes
- Gerbillus juliani (St. Leger, 1935)

Statut de conservation UICN

 LC  : Préoccupation mineure
Gerbillus watersi est une espèce qui fait partie des rongeurs. C'est une gerbille de la famille des Muridés que l'on rencontre à Djibouti et au Soudan.
Plusieurs auteurs estiment que cette espèce est identique à Gerbillus juliani (St. Leger, 1935).